# Marc Laidlaw
Marc Laidlaw (Laguna Beach, 3 d'agost de 1960) és un escriptor nord-americà. És un antic escriptor principal de l'empresa de videojocs Valve, on va treballar a la sèrie Half-Life abans de la seva marxa el 2016. Abans d'unir-se a Valve, Laidlaw era un novel·lista que treballava en els gèneres fantàstic i de terror, i el 1996 va guanyar el premi International Horror Guild per la seva novel·la The 37th Mandala.

## Biografia
Laidlaw va assistir a la Universitat d'Oregon, on va intentar, i es va desanimar per, la programació d'ordinadors amb targetes perforades. Va escriure contes i la seva primera novel·la, Dad's Nuke, es va publicar el 1985. Això va ser seguit per diverses novel·les més durant la següent dècada, mentre treballava com a secretari legal a San Francisco.
Laidlaw havia jugat a jocs d'ordinador i arcade, però no es va intrigar pel tema fins que va jugar a Myst (1993). Es va obsessionar amb Myst i es va comprar un ordinador nou per poder jugar-hi. Llavors va escriure The Third Force (1996), una novel·la vinculada basada en el món del joc d'ordinador Gadget.

### 1990—2016: Valve
Laidlaw es va unir a l'empresa de videojocs Valve mentre desenvolupaven el seu primer joc, el shooter en primera persona (FPS) Half-Life (1998). Originalment, va ser contractat per treballar en un altre joc, Prospero, però va canviar quan Prospero va ser cancel·lat i el projecte Half-Life es va expandir.
Laidlaw va dir que la seva contribució era afegir "vells trucs de narració" als ambiciosos dissenys de Valve. En lloc de dictar elements narratius, va treballar amb l'equip per improvisar idees i es va inspirar en els seus experiments. Va contribuir a la "gramàtica visual" del disseny de nivells, i es va centrar a "fer narració amb l'arquitectura... ja que la narració s'havia de coure als passadissos".
Per a Half-Life 2 (2004), l'equip va desenvolupar la caracterització, i Laidlaw va crear relacions familiars entre els personatges, dient que era una "unitat dramàtica bàsica que tothom entén" que poques vegades s'utilitzava als jocs. Laidlaw també va treballar a Half-Life 2: Episode One (2006) i Half-Life 2: Episode Two (2007), a més de diversos projectes de Half-Life cancel·lats, inclosos Half-Life 2: Episode Three i un joc de realitat virtual ambientat en un vaixell que viatja en el temps. Laidlaw va dir que tenia la intenció que l'episodi tres acabés amb l'⁣arc de la història de Half-Life 2, moment en què "s'allunyaria i ho deixaria a la següent generació".

### 2016—present: Sortida de Valve
Laidlaw va anunciar la seva sortida de Valve el gener de 2016. Va explicar que el motiu principal de la seva marxa era la seva edat i que tenia la intenció de tornar a escriure històries. Laidlaw va dir més tard que s'havia cansat del gènere FPS i de resoldre els problemes de la narració d'històries en una narració a l'estil Half-Life. Va dir que "sempre havia esperat que ensopeguéssim amb un vocabulari o una gramàtica més amplis per a la narració de contes dins del mitjà FPS, que us permetés fer més que disparar, polsar botons o empènyer caixes".
El 25 d'agost de 2017, Laidlaw va publicar una història curta titulada "Epistle 3", descrivint-la com "una instantània d'un somni que vaig tenir fa molts anys". Els periodistes ho van interpretar com un resum de què podria haver estat l'argument de Half-Life 2: Episode Three, tot i que Laidlaw ho va negar més tard. El 2023, Laidlaw va dir que lamentava haver publicat la història. Va dir que havia estat "desordenat" i "completament fora de contacte" en aquell moment, i que la història havia creat problemes als seus antics col·legues de Valve. Valve va llançar un nou joc, Half-Life: Alyx, el 2020. L'any 2023 Laidlaw no l'havia jugat i va dir: "No necessito tornar a veure un altre soldat Combine, ni tan sols a la realitat virtual".
El 2018, Laidlaw va completar una nova novel·la, Underneath the Oversea, però no va trobar cap editor i la va publicar a Kindle. Va dir que el món editorial s'havia "oblidat de qui era" i que la seva edat impedia als editors construir un nou públic.

## Vida personal
El 2003, Laidlaw va dir que els seus jocs preferits incloïen The Legend of Zelda, Animal Crossing, Castlevania: Symphony of the Night, Ico, Fatal Frame i Thief: The Dark Project. Després de deixar Valve, Laidlaw es va traslladar a Kauai, Hawaii. Té una llicència de ràdio amateur i el seu indicatiu de trucada és WH6FXC.

### Novel·les
- Dad's Nuke, 1985.
- Neon Lotus, 1988.[a]
- Kalifornia (1993)
- The Orchid Eater (1994)
- The Third Force (1996), Gadget game tie-in
- The 37th Mandala (1996), nominated for the 1997 World Fantasy Award and awarded the 1996 International Horror Guild Award
- White Spawn (2015)
- Underneath the Oversea (2018)

### Ficció curta
Històries
| Títol              | Curs | Publicat per primera vegada                                                                     | Reimprès/recollit                                           | Notes                |
| ------------------ | ---- | ----------------------------------------------------------------------------------------------- | ----------------------------------------------------------- | -------------------- |
| "400 nois"         | 1983 | Laidlaw, Marc (November 1983). «400 Boys». Omni.                                                | Bruce Sterling, Mirrorshades: The Cyberpunk Anthology, 1986 |                      |
| "Dankden"          | 1995 | Laidlaw, Marc (October–November 1995). «Dankden». F&SF.                                         |                                                             | La sèrie Bard Gorlen |
| "The Perfect Wave" | 2008 | Rucker, Rudy; Marc Laidlaw (January 2008). «The Perfect Wave». Asimov's Science Fiction.        |                                                             |                      |
| "Songwood"         | 2010 | Laidlaw, Marc (January–February 2010). «Songwood». F&SF 118 (1&2): 82–97.                       |                                                             | La sèrie Bard Gorlen |
| "Watergirl"        | 2015 | Rucker, Rudy; Marc Laidlaw (January 2015). «Watergirl». Asimov's Science Fiction 39 (1): 22–40. |                                                             |                      |

La sèrie Bard Gorlen:
- "Catamounts" (setembre de 1996, The Magazine of Fantasy and Science Fiction)
- "Childrun" (agost de 2008, The Magazine of Fantasy and Science Fiction)
- "Quickstone" (març de 2009, The Magazine of Fantasy and Science Fiction)
- "Bmuseed" (setembre/octubre de 2013, The Magazine of Fantasy and Science Fiction)
- "Rooksnight" (maig/juny de 2014, The Magazine of Fantasy and Science Fiction)
- "Catamounts" (reimpressió) (agost de 2013, Lightspeed)
- "Belweather" (setembre de 2013, Lightspeed)
- "Stillborne" (novembre/desembre de 2017, The Magazine of Fantasy and Science Fiction)
- "Weeper" (setembre/octubre de 2020, The Magazine of Fantasy and Science Fiction)
- "Underneath the Oversea" (novembre de 2020)

### Música
- EP "Sombre Hombre" (2023)

## Videojocs
| Curs | Títol                    |
| ---- | ------------------------ |
| 1998 | Mitja vida               |
| 2004 | Half-Life 2              |
| 2006 | Half-Life 2: Episode One |
| 2007 | Half-Life 2: Episode Two |
| 2013 | Dota 2                   |